# Eretmodus cyanostictus
Eretmodus — вид окунеподібні риб родини цихлових. Поширений у прісних водоймах Екваторіальної Африки.